# Djursholms Golfklubb
Djursholms Golfklubb är en golfklubb i Djursholm i Danderyds kommun.
Djursholms Golfklubb grundades 1931 och har idag en 18-hålsbana och en 9-hålsbana. 18-hålsbanan är en parkbana lämpad för sällskapsspel. 9-hålsbanan är en relativt kort och smal bana av parkkaraktär. Under 2004–2005 genomfördes en omfattande ombyggnad av samtliga greener på 18-hålsbanan och kort därefter även 9-hålsbanan.
År 2020 genomfördes ännu en omfattande ombyggnad av 18-hålsbanans greener, greenområden, bunkrar samt bevattningssystem. Arkitekt denna gång var Caspar Grauballe och ombyggnationen genomfördes av den skotska entreprenören Nelson & Vecchio.
Roslagsbanan går genom 18-hålsbanan vilket är en del av klubbens historia för den tid då golfspelarna kom till banan främst med tåg. 